# Matillas
Matillas é um município da Espanha na província de Guadalajara, comunidade autónoma de Castilla-La Mancha, de área 10,43 km² com população de 171 habitantes (2004) e densidade populacional de 16,40 hab/km².

## Demografia
| Variação demográfica do município entre 1991 e 2004 | Variação demográfica do município entre 1991 e 2004 | Variação demográfica do município entre 1991 e 2004 | Variação demográfica do município entre 1991 e 2004 |
| --------------------------------------------------- | --------------------------------------------------- | --------------------------------------------------- | --------------------------------------------------- |
| 1991                                                | 1996                                                | 2001                                                | 2004                                                |
| 274                                                 | 225                                                 | 171                                                 | 171                                                 |